# Brendon Urie
Brendon Boyd Urie (sinh 12 tháng 4 năm 1987) là ca sĩ sáng tác bài hát và nhạc sĩ người Mỹ, được biết với giọng ca chính trong ban nhạc Panic! at the Disco, mà trong đó anh chỉ là thành viên duy nhất.

## Đời sống cá nhân
Urie sinh tại St. George, Utah sau đó gia đình anh chuyển đến Las Vegas, Nevada khi mới hai tuổi. Cha anh là Boyd Urie và mẹ anh là Grace Urie, Urie là người con thứ năm và nhỏ nhất trong gia đình. Anh có một phần tư gốc Polynesia tại Hawaii đến từ mẹ anh. Anh lớn lên trong một gia đình LDS, nhưng đã rời bỏ đức tin vào năm 17 tuổi do không hài lòng với nhà thờ và không tin vào tư tưởng của nó. Urie học trường trung học Palo Verde ở Las Vegas, nơi anh gặp tay bass Brent Wilson trong lớp guitar của mình. Wilson yêu cầu Urie thử tham gia một ban nhạc, vì họ cần thay một tay guitar.
Anh từng làm việc tại Tropical Smoothie Cafe để trả tiền thuê của ban nhạc. Tại đây, Urie thường hát cho khách hàng nghe. Anh giải thích rằng: "Tôi sẽ hát bất cứ điều gì tôi nghe được, nhưng tôi đã không nhận được yêu cầu làm việc đó. Tôi nhớ mình đã hát một số bài hát của Scorpions, một số bài hát của W.A.S.P từ thập niên 80. Đó là một loạt các bài. Mọi người thích nó, còn một số người thì không. Tôi phải tôn trọng mong ước của người khác, nhưng có một vài người luôn đến để yêu cầu tôi hát và trả tôi bằng tiền boa. Điều đó lúc nào cũng vui".

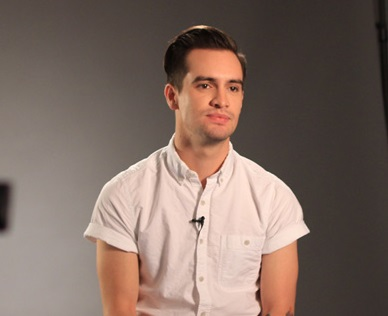
Urie năm 2013

Urie kết hôn với Sarah Orzechowski vào ngày 27 tháng 4 năm 2013 sau khi đính hôn vào tháng 9 năm 2011. Hai người đã gặp nhau tại một trong các chương trình của Urie. Tám tháng sau, Hayley Williams từ Paramore đã đưa Sarah đến một trong những chương trình của Urie. Bài hát "Sarah Sarah Smiles", từ album Vices & Virtues của Urie được truyền cảm hứng bởi Orzechowski.
Năm 2013, anh cho biết đã từng "thử nghiệm" với đàn ông, nhưng nói rõ, "Tôi đoán nếu phải phân loại bản thân, tôi nghĩ mình thẳng". Vào tháng 7 năm 2018, Urie tự miêu tả bản thân là người toàn tính luyến ái, nói rằng "Tôi đã kết hôn với một người phụ nữ và tôi rất yêu cô ấy, nhưng tôi không phải đối đàn ông, vì đối với tôi, tôi thích con người... nếu người đó tốt, thì họ là một người tốt".
Vào tháng 2 năm 2017, Urie rời khỏi nhà ở Los Angeles, California, đến một địa điểm bí danh. Việc làm này là để tránh sự chú ý quá mức từ người hâm mộ, cũng như Urie không cảm thấy an toàn trong chính ngôi nhà của mình.
Anh được chẩn đoán mắc chứng ADHD và được kê đơn thuốc khi còn nhỏ. Anh thích nói về sức khỏe bản thân với người hâm mộ.

## Giọng ca
Urie sở hữu dải giọng tenor kéo dài bốn quãng tám, từ D2 – C7. Giọng anh được biết rộng rãi sau khi phát hành "This Is Gospel" (2013).
Anh chỉ ra Frank Sinatra, Queen, David Bowie và Tom Delonge là những người có ảnh hưởng lớn đến mình.

## Đĩa nhạc

### Đĩa đơn

#### Với tư cách là nghệ sĩ tham gia
| "Love in the Middle of a Firefight" (Dillon Francis cùng với Brendon Urie)  | 2014 | —   | 45 | —  | —  | —  | — | — | Money Sucks, Friends Rule |
| "Roses" (Benny Blanco và Juice Wrld cùng với Brendon Urie)                  | 2018 | 85  | —  | 58 | 81 | 38 | — | — | Friends Keep Secrets      |
| "Me!" (Taylor Swift cùng với Brendon Urie)                                  | 2019 | 100 | —  | —  | —  | —  | — | — | TBA                       |
| "—" là không nằm trên bảng xếp hạng hoặc không được phát hành ở quốc gia đó |      |     |    |    |    |    |   |   |                           |